# Buccinum scalariforme
Buccinum scalariforme är en snäckart som beskrevs av Moller 1842. Buccinum scalariforme ingår i släktet Buccinum och familjen valthornssnäckor. Inga underarter finns listade i Catalogue of Life.